# Partido de Arrecifes
Partido de Arrecifes är en kommun i Argentina.   Den ligger i provinsen Buenos Aires, i den centrala delen av landet, 160 km väster om huvudstaden Buenos Aires. Antalet invånare är 27 279.
Trakten runt Partido de Arrecifes består till största delen av jordbruksmark. Runt Partido de Arrecifes är det ganska glesbefolkat, med 23 invånare per kvadratkilometer.